# Muurbloem-associatie
De muurbloem-associatie (Asplenio-Cheiranthetum) is een associatie uit het verbond van klein glaskruid (Parietarion judaicae). Het is een plantengemeenschap van zonnige, stenige, maar sterk verweerde en matig voedselrijke plaatsen.

## Naamgeving en codering
- Syntaxoncode voor Nederland (rVvN): r21Aa02
- BWK-karteringscode: km

De wetenschappelijke naam Asplenio-Cheiranthetum is afgeleid van de botanische namen van twee veel voorkomende soorten binnen de associatie, de muurvaren (Asplenium ruta-muraria) en de kensoort muurbloem (Erysimum cheiri, vroeger Cheiranthus cheiri).

## Fysiognomie
De vegetatiestructuur van de muurbloem-associatie wordt gekenmerkt door een zeer open vegetatie met volledige afwezigheid van de boom- en de struiklaag.
In de kruidlaag is de muurbloem dominant. Deze halfstruik met opvallend gele bloemen bepaald het aspect van de vegetatie. Andere soorten bloeiende planten en varens spelen een kleinere rol.
De moslaag is weinig soortenrijk met het gewoon muursterretje als meest gevonden soort.

## Ecologie
De muurbloem-associatie is voornamelijk te vinden op vochtige, verweerde, kalkrijke rotswanden en muren. Van nature zijn ze enkel te vinden in rotsspleten en op rotswanden in kalkgebergten en -plateaus. In de Lage Landen vinden we ze vooral terug op oude stadsmuren, gracht- en kademuren, waterputten, kerkhofmuren en kasteelruïnes, vaak scheefgezakte of omgevallen muren die op het zuiden zijn geëxponeerd.
Het substraat is meestal sterk verweerd en verbrokkeld, met kalkrijke cementvoegen, vaak overdekt met fijn sediment en stikstofrijke humus.

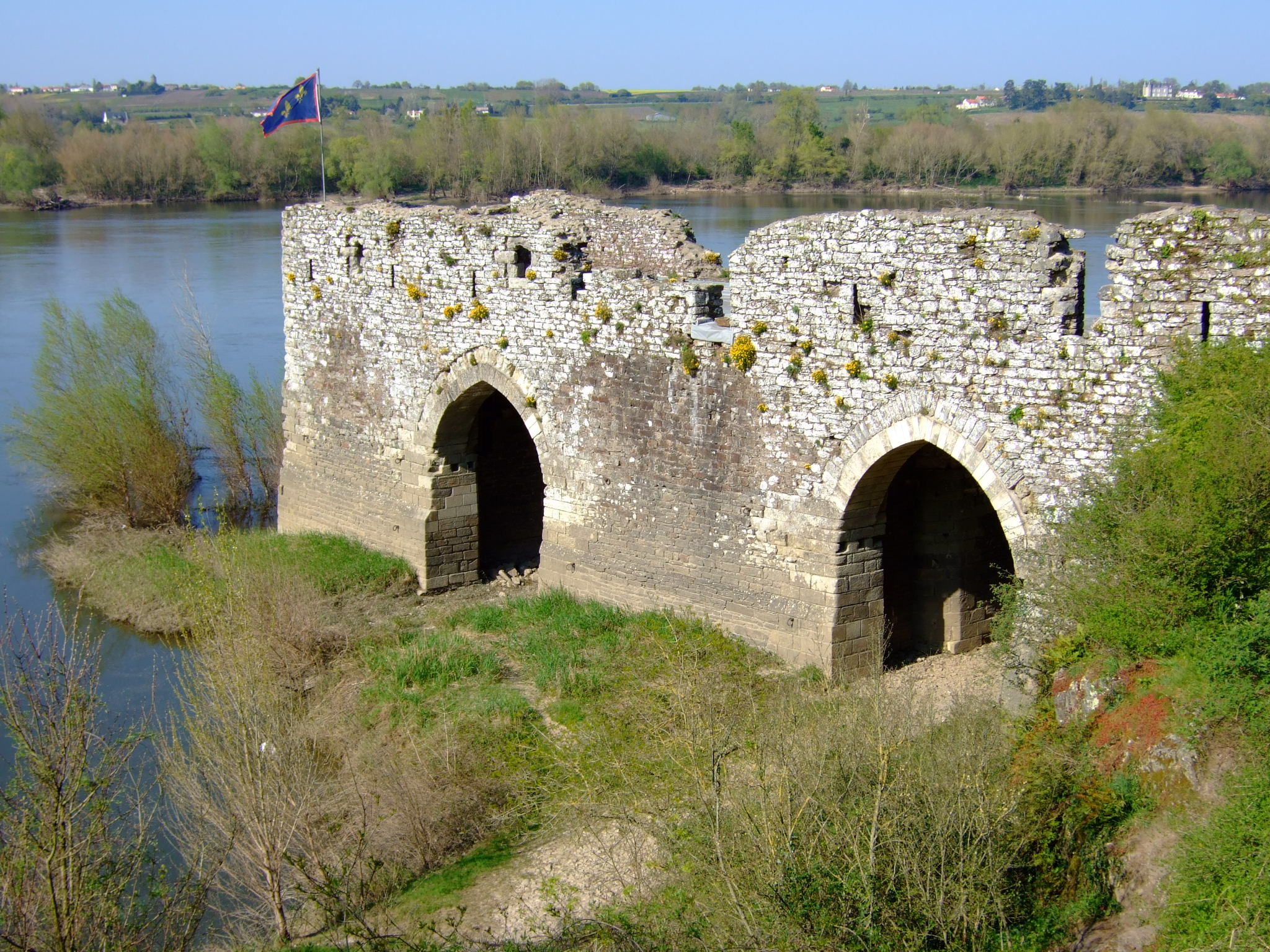
Aspect van de muurbloem-associatie op een oude, kalkrijke muur met een zuidwestelijke expositie.

## Verspreiding
Het verspreidingsgebied van de muurbloem-associatie omvat de stedelijke gebieden van atlantische en subatlantisch Europa.
In Nederland komt deze associatie vooral voor in het rivierengebied. Ook in Vlaanderen zijn het vooral de steden langs de grote rivieren waar ze te vinden is.

## Diagnostische taxa voor Nederland en Vlaanderen
De associatie heeft in Nederland en Vlaanderen twee kensoorten, de muurbloem, een plant die zelden ontbreekt, en het minder algemene stengelomvattend havikskruid. De belangrijkste begeleidende soorten zijn:

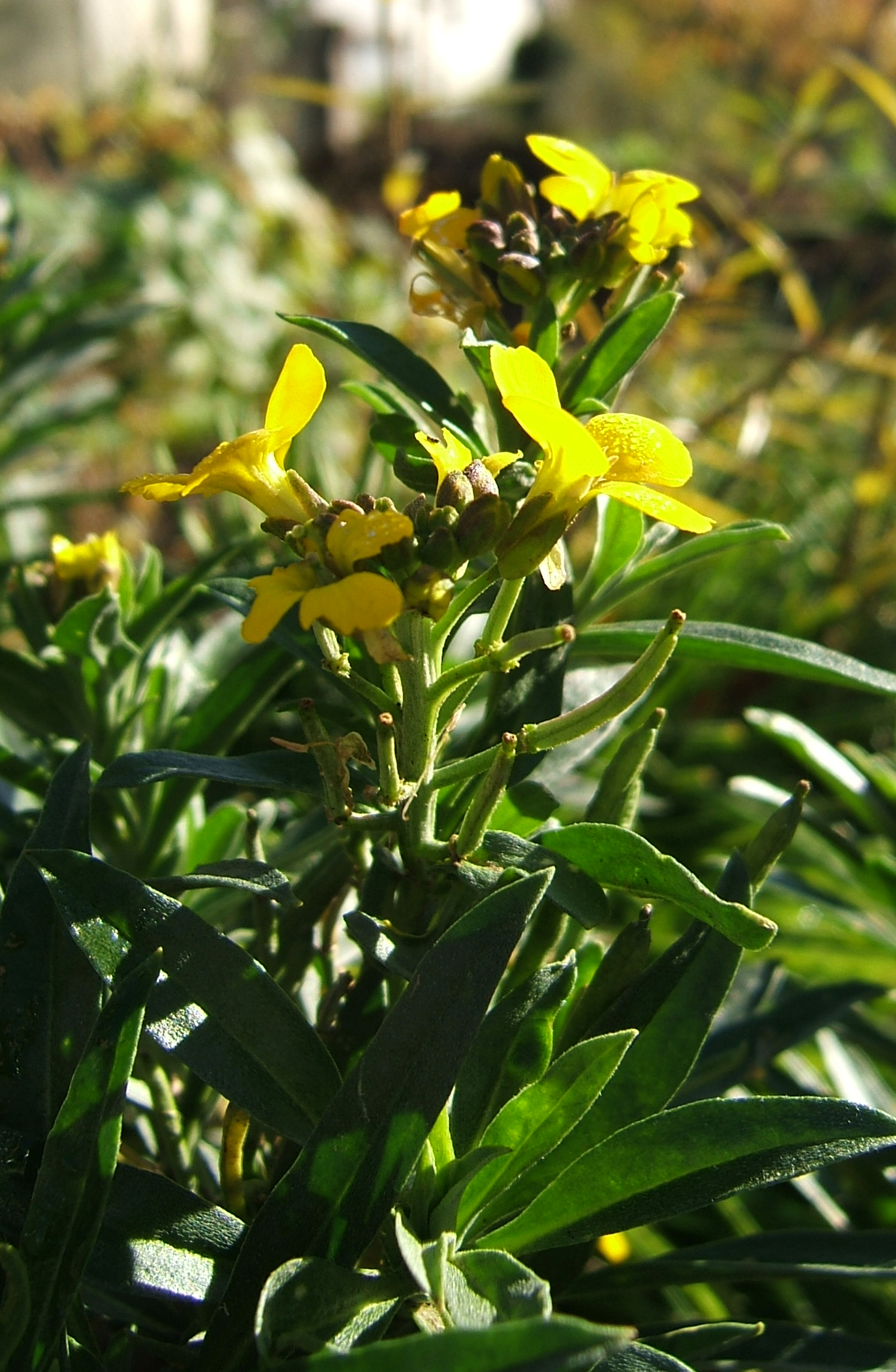
Muurbloem

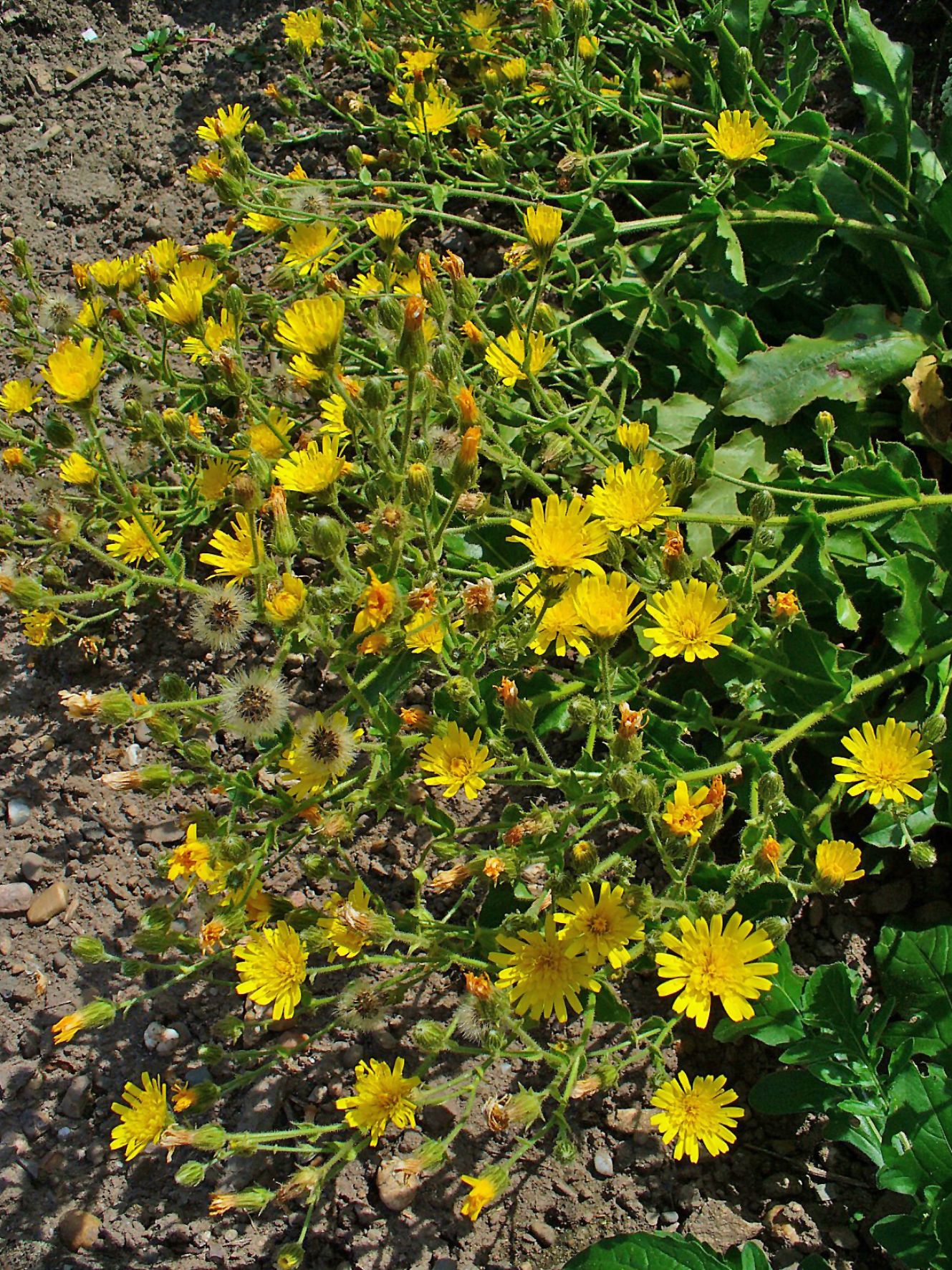
Stengelomvattend havikskruid

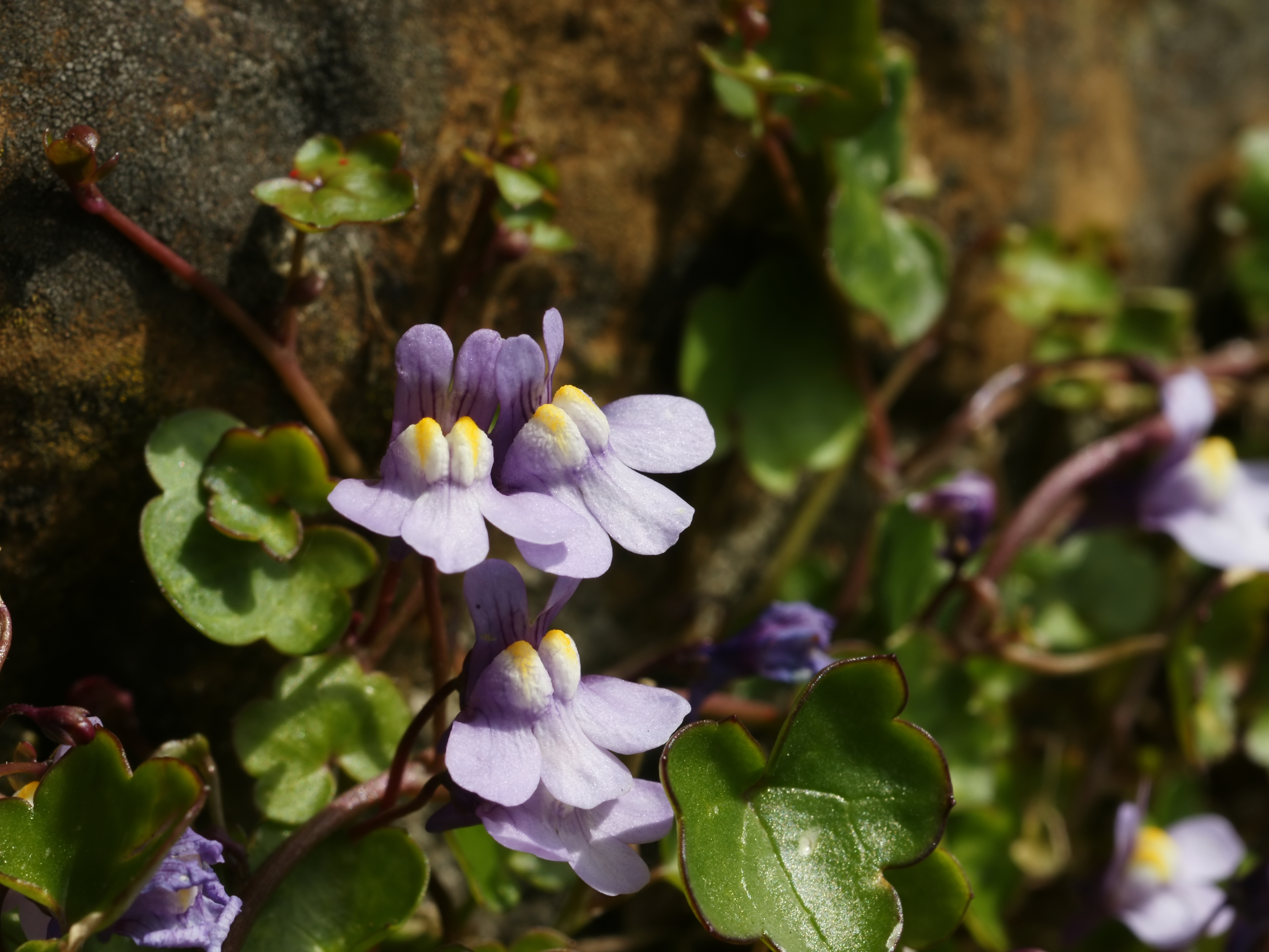
Muurleeuwenbek

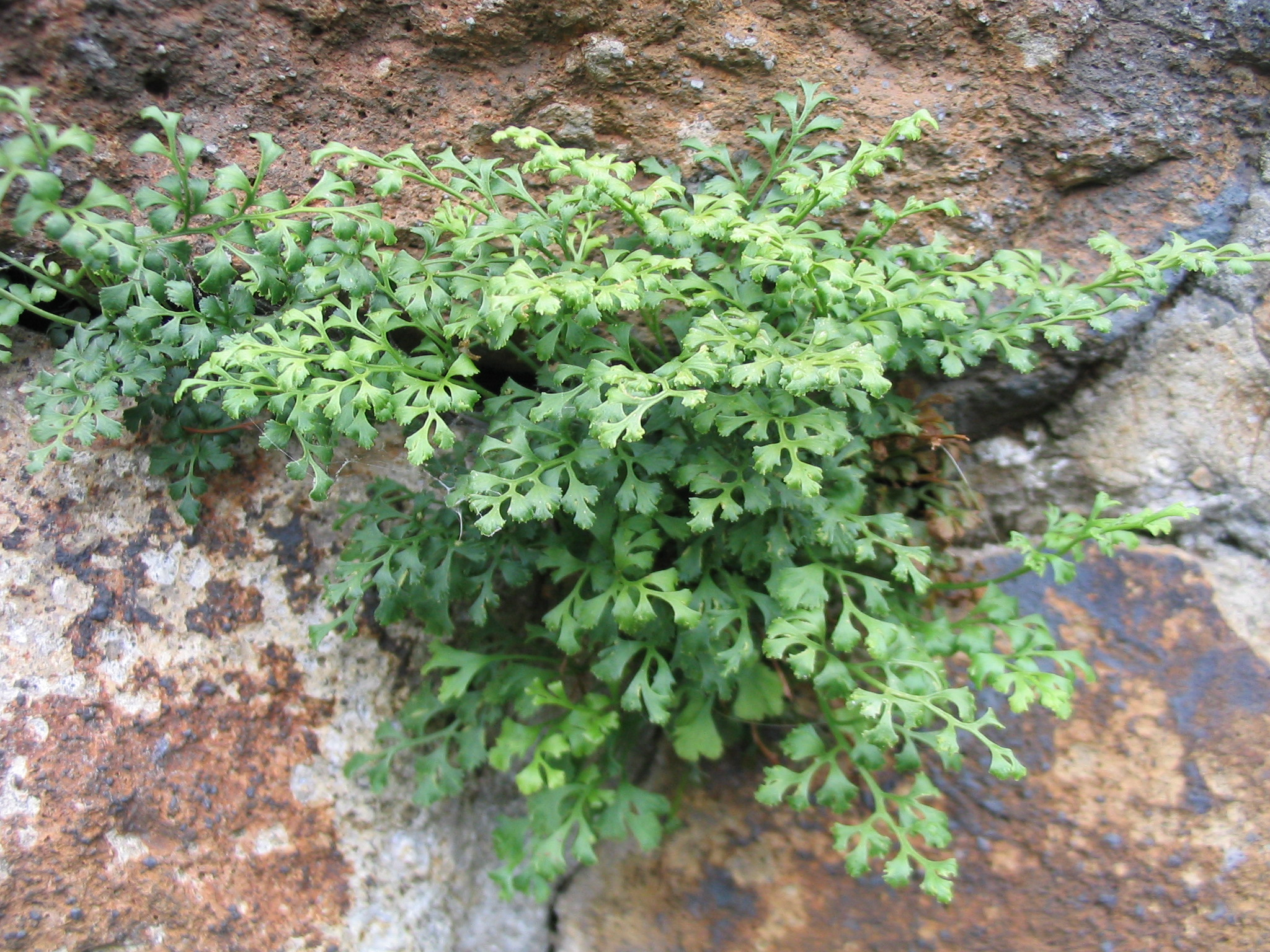
Muurvaren

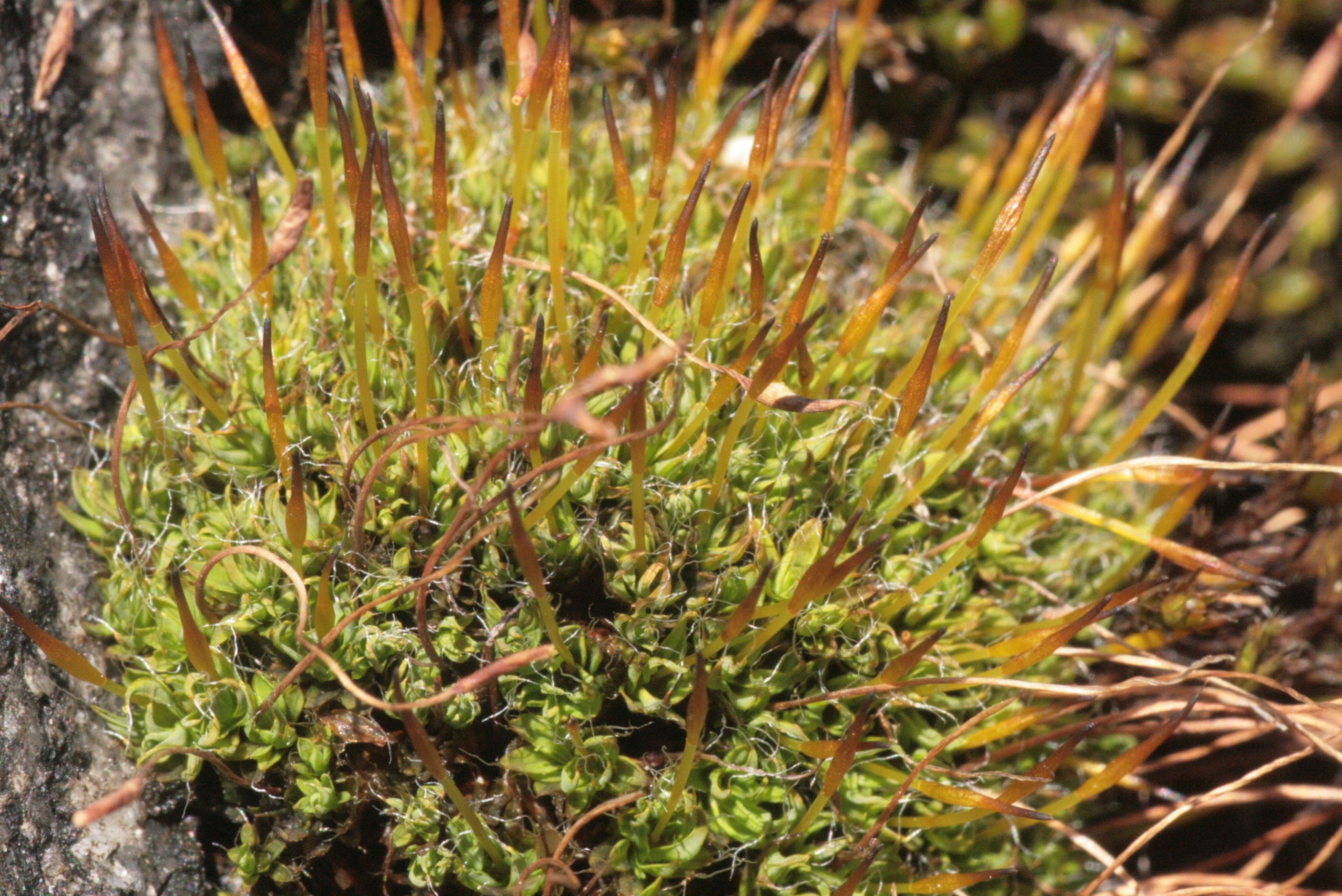
Gewoon muursterretje

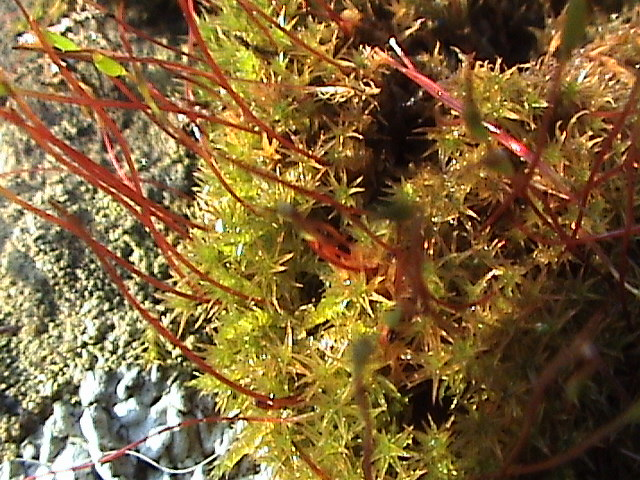
Gewoon purpersteeltje

Kruidlaag
| Kentaxon | Diff.soort | Abundantie | Triviale naam                | Botanische naam        | Opmerking |
| -------- | ---------- | ---------- | ---------------------------- | ---------------------- | --------- |
| kA       |            | D          | muurbloem                    | Erysimum cheiri        |           |
| kA       |            | O          | stengelomvattend havikskruid | Hieracium amplexicaule |           |
| kV       |            | Z          | klein glaskruid              | Parietaria judaica     |           |
| kO       |            | F          | muurleeuwenbek               | Cymbalaria muralis     |           |
| kK       |            | F          | muurvaren                    | Asplenium ruta-muraria |           |
| kK       |            | Z          | blaasvaren                   | Cystopteris fragilis   |           |
|          |            | A          | plat beemdgras               | Poa compressa          |           |
|          |            | O          | gewone paardenbloem          | Taraxacum officinale   |           |
|          |            | O          | grote brandnetel             | Urtica dioica          |           |
|          |            | O          | gewone melkdistel            | Sonchus oleraceus      |           |
|          |            | O          | vogelmuur                    | Stellaria media        |           |
|          |            | O          | stinkende gouwe              | Chelidonium majus      |           |
|          |            | O          | grote zandkool               | Diplotaxis tenuifolia  |           |
|          |            | O          | Canadese fijnstraal          | Conyza canadensis      |           |
|          |            | O          | smal beemdgras               | Poa angustifolia       |           |
|          |            | O          | ijle dravik                  | Anisantha sterilis     |           |
|          |            | O          | bijvoet                      | Artemisia vulgaris     |           |
|          |            | O          | gewone zandmuur              | Arenaria serpyllifolia |           |

Moslaag
| Kentaxon | Diff.soort | Abundantie | Triviale naam         | Botanische naam         | Opmerking |
| -------- | ---------- | ---------- | --------------------- | ----------------------- | --------- |
| kO       |            | F          | gewoon muursterretje  | Tortula muralis         |           |
|          |            | O          | gewoon purpersteeltje | Ceratodon purpureus     |           |
|          |            | Z          | gewoon dikkopmos      | Brachythecium rutabulum |           |